# Harvey Headbanger
Harvey Headbanger è un videogioco pubblicato nel 1986 per Amstrad CPC, BBC Micro, Commodore 16, Commodore 64 e ZX Spectrum da Firebird, nella linea Silver a basso prezzo. Rappresenta una lotta tra due personaggi ubriaconi e rissosi basata sulla colorazione in tempo reale di un tabellone.

## Modalità di gioco
Il gioco è una sfida tra due esseri tondeggianti, Harvey Headbanger e Hamish Highball, controllati da un giocatore umano e dal computer a 5 livelli di difficoltà oppure da due giocatori umani (quest'ultima modalità molto più interessante, secondo le riviste Zzap!64 22 e Crash 37).
I due personaggi si muovono costantemente arrampicandosi in orizzontale o verticale su una specie di quadro svedese che forma una scacchiera 8x6.
Quando passano su una casella la colorano del proprio colore, rispettivamente blu e rosso. Scopo del gioco è circondare completamente l'avversario con il proprio colore.
Se Harvey e Hamish si incontrano nella stessa casella, cozzano violentemente e restano entrambi storditi per qualche istante, muovendosi fuori controllo in modo casuale.
Il tempo in cui si rimane storditi è tanto più breve quanto più alcol il personaggio ha assunto. Per ogni contendente c'è una barra indicatrice, a forma di cannuccia a spirale, che indica il livello di alcol. Prendendo i cocktail che compaiono sul quadro si riempie un po' la propria barra. Ognuno può bere solo i cocktail del proprio colore e, per fare in modo che appaiano, si devono circondare completamente una o più caselle del colore avversario.